# Список городов-призраков Вашингтона

Ниже представлен неполный список городов-призраков штата Вашингтон.
| Название                        | Округ    | Местоположение                                                                                 | Основан  | Заброшен          | Прочее | Источник(и)   |
| ------------------------------- | -------- | ---------------------------------------------------------------------------------------------- | -------- | ----------------- | --- | ------------- |
| Альпин англ. Alpine             | Скаджит  | Берег озера Кавано, находящееся в 14 милях (22,5 км) к северо-востоку от озера МакМюррей       |          |                   | Много лет назад на этом месте была предпринята попытка создать курортное место. | [ 1 ]         |
| Альпин англ. Alpine             | Кинг     | Находился в 8 милях (около 13 км) от вершины Стивенс Пасс                                      |          | Примерно 1929 год | Ранее город назывался Ниппон (англ. Nippon), его население не превышало 200—300 человек. Был намеренно сожжён после вырубки всех лесов в нём.                                                                                         | [ 2 ]         |
| Баррон англ. Barron             | Уотком   |                                                                                                |          |                   | Город стал местом активного поиска золота, однако уже спустя два года из-за больших затрат и малого количества золота в шахтах он стал городом-призраком.                                                                             | [ 3 ]         |
| Белчер Кэмп англ. Belcher Camp  | Ферри    |                                                                                                |          | Начало 1900-х     | Был шахтёрским лагерем для добычи железа. В нём имелось почтовое отделение и железная дорога. | [ 4 ]         |
| Блюетт англ. Bleweet            | Шелан    | Ближайший город — Ливенворт                                                                    |          |                   | От города остались десятки шахт. | [ 5 ]         |
| Боди англ. Bodie                |          |                                                                                                |          |                   | В местном руднике за всё время было добыто золота стоимостью $1 250 000. | [ 6 ]         |
| Геттисберг англ. Gettysburg     | Клаллам  |                                                                                                | 1880-е   |                   | Был основан фермером из Пенсильвании | [ 7 ]         |
| Лестер англ. Lester             | Кинг     | Недалеко от перевала Стампид                                                                   | 1892 год | Примерно 1985 год | Был назван в честь телеграфиста, первоначально строился как город для рабочих. На пике (1920 годы) население города составляло около 1000 человек.                                                                                    | [ 8 ] [ 9 ]   |
| Линдберг англ. Lindberg         | Льюис    | К северо-востоку от города Мортон                                                              | 1911 год |                   | В городе имелась лесопилка и гончарная мельница. Позже он впал в финансовые трудности. | [ 10 ]        |
| Молсон англ. Molson             | Оканоган |                                                                                                | 1900 год |                   | | [ 11 ]        |
| Монте-Кристо англ. Monte Cristo |          | В 34 милях (ок. 55 км) к востоку от Гранит-Фоллс                                               |          |                   | В период с 1899 по 1907 годы в рудниках Монте-Кристо было добыто около 310 000 тонн руды, включая цинк, медь и золото. | [ 12 ]        |
| Пенавава англ. Penawawa         | Уитмен   | В 12 милях (ок. 19 км) к западу от города Алмота                                               |          |                   | Город был назван в честь близлежащего ручья. Почтовое отделение Пенавава существовало с 1872 по 1937 год. | [ 13 ]        |
| Скаджит-Сити англ. Skagit City  |          | Южный берег реки Скаджит, менее чем в миле от того места, где река разветвляется на север и юг | 1868 год |                   | Первое поселение на месте Скаджит-Сити было образовано в 1868 году, когда мужчина по имени Кэмпбэлл основан небольшой магазин на развилке реки. В 1870-х в городе имелись отели, салоны, школа и церковь.                             | [ 14 ]        |
| Тейлор англ. Taylor             | Кинг     | Предгорья Каскадных гор                                                                        | 1893 год |                   | Город компании Denny Clay. В 1910 году его население составляло около 1000 человек. Имелся отель, фабрика, магазин и жилые дома. | [ 15 ] [ 16 ] |
| Тоно англ. Tono                 |          | 20 миль (32,19 км) южнее Олимпии                                                               |          |                   | Был шахтёрским городом. От него остались только один дом и табличка с надписью «tono» | [ 17 ]        |
| Уайт-Блаффс англ. White Bluffs  | Бентон   |                                                                                                |          | 1943 год          | Тела на кладбище Уайт-Блаффс были перемещены в 1943 году в город Проссер, округ Бентон. | [ 18 ]        |
| Хэнфорд англ. Hanford           | Бентон   |                                                                                                | 1907 год | 1943 год          | Земля города была куплена для создания Хэнфордского комплекса, все здания, за исключением школы, были снесены. | [ 19 ]        |
| Шерман англ. Sherman            | Линкольн | К северу от города Уилбур                                                                      |          |                   | Процветал в конце 1800-х. От города осталась церковь, школа и кладбище. | [ 20 ]        |
| Эльбертон англ. Elberton        | Уитмен   | 60 миль (96,5 км) южнее округа Спокан                                                          | 1870-е   | 1966 год          | Город был частично разрушен после пожара 1908 года и наводнения 1910 года. В 1966 году население города составляло менее 70 человек, в этом же году ряд ремонтных работ мостов превысил бюджет города, в результате чего он распался. | [ 21 ] [ 22 ] |